# Cabaler
Cabaler (derivat de Cabal) o fadristern és un terme jurídic tradicional del dret català, que es comença a utilitzar durant el segle xiv. Dins l'estructura organitzativa de la família tradicional catalana, feia referència als fills que no eren hereus, i que rebien com a herència una compensació econòmica en diners o en cabal al moment de casar-se o en morir els seus genitors.
Aquesta estructura tenia unes finalitats econòmiques molt determinades. Les raons per les quals es transferia la propietat a les persones d'aquesta manera, cal trobar-les en un sistema basat en una economia de recursos escassos, que propicià un sistema de distribució de l'herència. Aquesta sistema afavoria l'hereu, a qui arribava el patrimoni hereditari, i deixava els fadristerns o cabalers amb una participació prou curta en l'heretatge del pare, si no havien estat objecte de donacions en vida. Era fruit d'una societat, relativament petita, formada per propietaris rurals que duien a terme una agricultura "de subsistència", que no permetia la constitució de grans capitals. Precisament aquesta característica econòmica (una agricultura mitjana i, en certes zones, com les pirinenques, una agricultura pobra) imposà una actitud jurídica típica i molt definida, que tindrà com a trets característics el manteniment de la unitat del patrimoni, la seva vinculació a la família i la preferència de la masculinitat.
A l'Urgell, la Conca de Barberà i una part de la Segarra, s'instituí a més el cabalatge, costum admès i regulat en la compilació del dret català del 1960, per la qual, en les capitulacions matrimonials del cabaler que es casa amb una pubilla, és assignada a aquest una soldada. Dita soldada consistia en un crèdit que la pubilla solia estipular a favor del seu marit i que, per regla general, deixava de pagar-se al cap de deu anys de celebració del matrimoni. Amb la particularitat, a més, que el marit sols podia disposar-ne en restar vidu o quan deixava la casa amb justa causa.